# Omonana brachycephala
Omonana brachycephala är en kräftdjursart som beskrevs av Just och Wilson 2004. Omonana brachycephala ingår i släktet Omonana och familjen Paramunnidae. Inga underarter finns listade i Catalogue of Life.